# تپه تپراق یری
تپه تپراق یری مربوط به سدهٔ ۲ و ۱ قبل از میلاد است و در شهرستان مراغه، بخش مرکزی، دهستان سراجوی شمالی، ۱۰۰ متری روستای قرطاول واقع شده و این اثر در تاریخ ۲۷ اسفند ۱۳۸۶ با شمارهٔ ثبت ۲۲۵۵۴ به‌عنوان یکی از آثار ملی ایران به ثبت رسیده است.